# Corydalis jigmei
Corydalis jigmei är en vallmoväxtart som beskrevs av C. E. C. Fischer och Kaul. Corydalis jigmei ingår i släktet nunneörter, och familjen vallmoväxter. Inga underarter finns listade i Catalogue of Life.